# Parlamentswahl in Spanien 1993
- IU: 18
- HB: 2
- EA: 1
- ERC: 1
- PSOE: 159
- PAR: 1
- CC: 4
- EAJ/PNV: 5
- CiU: 17
- PP: 141
- UV: 1

Die Parlamentswahl in Spanien 1993 fand am 6. Juni statt, um die beiden Kammern des Parlaments (Cortes Generales) zu erneuern. Gewählt wurden die 350 Abgeordneten des Abgeordnetenhauses (Congreso de los Diputados) und 208 der 256 Mitglieder des Senats (Senado). Der Congreso ist die politisch wesentlich wichtigere der beiden Kammern. Mit den Wahlen begann die 5. Legislaturperiode nach dem Ende der Franco-Diktatur.

## Congreso (Abgeordnetenhaus)
Gegen den amtierenden Ministerpräsidenten Felipe González von der sozialdemokratischen PSOE schickte die konservative PP wie bereits 1989 José María Aznar als Spitzenkandidat ins Rennen.
Die christdemokratische CDS verlor alle 14 Mandate, sodass neben der PSOE und der PP nur noch die linkssozialistischen IU als weitere in Gesamtspanien antretende Partei in den Congreso einziehen konnte. Einige der Regionalparteien, die schon in der vorangegangenen Legislatur im Congreso vertreten waren, gelang der Wiedereinzug: aus Katalonien der bürgerlichen CiU, aus dem Baskenland der bürgerlichen PNV, der sozialdemokratischen EA und Herri Batasuna (der „politische Arm“ der ETA, deren Abgeordnete aber wie zuvor schon die Sitzungen boykottierten), der PAR aus Aragonien und der Unió Valenciana (UV) aus der Region Valencia. Die katalanische Linkspartei ERC konnte ihren Sitz, den sie bei den Wahlen 1986 verloren hatte, zurückerobern. Die 1993 aus verschiedenen kanarischen Parteien und Gruppierungen gebildete Coalición Canaria (CC) konnte auf Anhieb vier Abgeordnete stellen.
Auch aufgrund des Verschwindens der CDS erreichte die PP ihr bislang bestes Ergebnis. Stärkste Partei wurde zum vierten Mal in Folge die PSOE, die jedoch nach dem Verlust von 16 Mandaten nicht wie bislang allein aus eigener Kraft den Ministerpräsidenten stellen konnte (s. u.).

### Ergebnisse
- Wahlberechtigte: 31.030.511
- Wahlbeteiligung: 76,44 % (+6,7 % gegenüber 1989)

Parlamentswahlen 1993 – Congreso

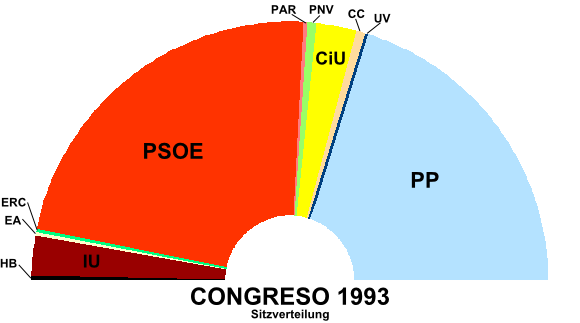
Parlamentswahlen 1993 – Congreso Sitzverteilung

| ← Parlamentswahl in Spanien, 6. Juni 1993 →          |           |           |       |       |         |       |
| Partei                                               | Stimmen   | % Stimmen | Diff. | Sitze | % Sitze | Diff. |
| Partido Socialista Obrero Español (PSOE)             | 9.150.083 | 38,78     | −0,82 | 159   | 45,43   | −16   |
| Partido Popular (PP)                                 | 8.201.463 | 34,76     | +8,97 | 141   | 40,29   | +34   |
| Izquierda Unida (IU) – Iniciativa per Catalunya (IC) | 2.253.722 | 9,55      | +0,48 | 18    | 5,14    | +1    |
| Convergència i Unió (CiU)                            | 1.165.783 | 4,94      | −0,10 | 17    | 4,86    | −1    |
| Partido Nacionalista Vasco (EAJ-PNV)                 | 291.448   | 1,24      | +0,00 | 5     | 1,43    | =     |
| Coalición Canaria (CC)                               | 207.077   | 0,88      | +0,88 | 4     | 1,14    | +4    |
| Herri Batasuna (HB)                                  | 206.876   | 0,88      | −0,18 | 2     | 0,57    | −2    |
| Esquerra Republicana de Catalunya (ERC)              | 189.632   | 0,80      | +0,39 | 1     | 0,29    | +1    |
| Partido Aragonés (PAR)                               | 144.544   | 0,61      | +0,26 | 1     | 0,29    | =     |
| Eusko Alkartasuna (EA)                               | 129.293   | 0,55      | −0,12 | 1     | 0,29    | −1    |
| Unió Valenciana (UV)                                 | 112.341   | 0,48      | −0,23 | 1     | 0,29    | −1    |
| Centro Democrático y Social (CDS)                    | 414.740   | 1,76      | −6,13 | 0     | 0,00    | −14   |
| Partido Andalucista (PA)                             | 96.513    | 0,41      | −0,63 | 0     | 0,00    | −2    |
| Euskadiko Ezkerra (EE)                               | n/a (1)   | n/a       | −0,51 | 0     | 0,00    | −2    |
| Agrupaciones Independientes de Canarias (AIC)        | n/a (2)   | n/a       | −0,32 | 0     | 0,00    | −1    |

## Senado (Senat)
Der Senat setzt sich aus direkt vom Volk gewählten Mitgliedern und weiteren Senatoren, die von den Parlamenten der einzelnen Regionen (span.: Comunidades Autónomas) bestimmt werden, zusammen. Die Direktwahl findet gleichzeitig mit den Wahlen der Abgeordneten des Congreso statt. Die Zahl der indirekt gewählten Senatoren richtet sich nach der Bevölkerungszahl der jeweiligen Region (einer plus ein weiterer je 1 Mio. Einwohner).
In der 5. Legislatur bestand der Senat aus 256 Mitgliedern: 208 direkt gewählten und 48 von den Regionalparlamenten entsandten.
Die Direktwahl erfolgt in Wahlkreisen, die mit den Provinzen übereinstimmen (bis auf die Balearen und Kanaren, wo Wahlkreis die einzelnen Inseln sind). In den Provinz-Wahlkreisen werden jeweils – unabhängig von der Bevölkerungszahl – vier Senatoren gewählt, wobei jeder Wähler drei Personenstimmen vergeben und jede Partei drei Kandidaten benennen kann. Der Anhänger einer Partei wird in der Regel seine Stimmen den drei Kandidaten „seiner“ Partei geben. Dies führt normalerweise dazu, dass die drei Kandidaten der stärksten Partei in der Provinz mehr Stimmen erhalten als der bestplatzierte Kandidat der zweitstärksten Partei. In der ganz überwiegenden Zahl der Fälle wird daher die stärkste Partei drei Senatoren und die zweitstärkste Partei einen für die Provinz stellen. Bei den Wahlen 1993 war dies bis auf die Provinz Valencia (wo PSOE und PP jeweils zwei Senatorensitze erzielten) und Melilla (PSOE und PP jeweils einen) in allen Provinzen der Fall. Es liegt daher eine Form der Mehrheitswahl vor.
Die Zusammensetzung der von den Regionalparlamenten entsandten Senatoren kann sich während der Legislatur ändern (wenn während der Legislaturperiode neue Regionalparlamente gewählt werden), deshalb wird im Folgenden nur die Zusammensetzung des Senats zu Beginn der Legislatur im Juni 1996 wiedergegeben:

Parlamentswahlen 1993 – Senado

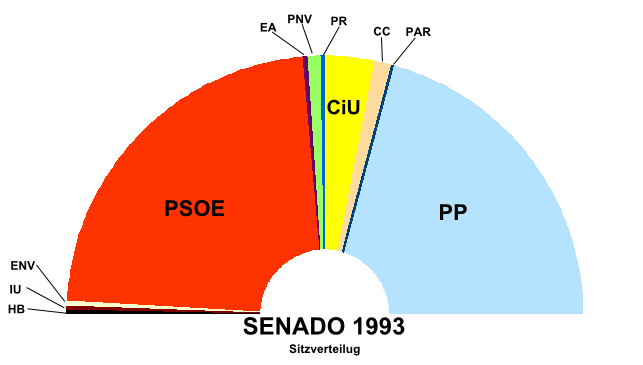
Senado Sitzverteilung 1993
gesamt (direkt und indirekt gewählte Senatoren)

| ← Zusammensetzung Senat, Juni 1993 →     |                  |        |                      |         |                    |
| Fraktion                                 | Senatoren gesamt | Partei | Senatoren Direktwahl | Partei  | Senatoren indirekt |
| Partido Socialista Obrero Español (PSOE) | 117              |        | 96                   |         | 21                 |
| Partido Popular (PP)                     | 106              |        | 93                   |         | 13                 |
| Convergència i Unió (CiU)                | 15               |        | 10                   |         | 5                  |
| Coalición Canaria (CC)                   | 6                |        | 5                    |         | 1                  |
| Partido Nacionalista Vasco (EAJ-PNV)     | 5                |        | 3                    |         | 2                  |
| Sammelfraktion (Grupo Mixto)             | 7                | HB     | 1                    | IU      | 2                  |
|                                          |                  |        |                      | PAR     | 1                  |
|                                          |                  |        |                      | ENV (1) | 1                  |
|                                          |                  |        |                      | PR (2)  | 1                  |
|                                          |                  |        |                      | EA      | 1                  |

## Regierungsbildung

### Ausgangslage
Für die Regierungsbildung ist nach der spanischen Verfassung nur der Congreso relevant: Er wählt den Ministerpräsidenten (Art. 99), nur ihm ist die Regierung verantwortlich (Art. 108).
Die PSOE hatte ihre absolute Mehrheit verloren, allerdings war sie erneut stärkste Partei geworden. Vor den Wahlen waren wesentlich stärkere Verluste der PSOE erwartet worden. Die Wahl eines Ministerpräsidenten gegen die Stimmen von PSOE und IU (zusammen 177 Mandate von 350) war nach dem Wahlergebnis unmöglich. Die Unterstützung eines PP-Kandidaten für das Amt des Regierungschefs durch diese beiden Parteien war aber undenkbar. Aufgrund dieser Umstände war schon am Wahlabend eindeutig, dass die Aufgabe der Regierungsbildung der PSOE und Felipe González zufallen würde.
Die PSOE-Gremien beauftragten González zum Führen von Verhandlungen mit IU sowie den katalanischen und baskischen Regionalparteien (im spanischen Sprachgebrauch: „Nationalisten“) CiU und PNV. Vorrangiges Ziel sollte die Bildung einer Koalitionsregierung sein, um eine stabile Mehrheit zu schaffen. Machtpolitisch stand dahinter auch das Motiv, CiU und PNV (die als bürgerliche Parteien auf der traditionellen Links-Rechts-Achse der PP näher stehen) so eng wie möglich an sich zu binden, um eine Annäherung der Nationalisten an diese – mit möglichen Folgen für spätere Legislaturperioden – zu verhindern.
Auf Seiten der Nationalisten bestanden dagegen aufgrund der traditionell eher auf Distanz zur Zentralregierung in Madrid angelegten Politik jedoch erhebliche Vorbehalte. Diese waren in der PNV, die zu diesem Zeitpunkt im Baskenland schon gemeinsam mit der PSOE regierte, weniger stark ausgeprägt als bei der CiU und ihrem katalanischen Ministerpräsidenten Jordi Pujol. In diesen Parteien herrschte daher Skepsis gegen den Eintritt in eine gemeinsame Regierung mit der PSOE, vielmehr wurde die Tolerierung einer PSOE-Alleinregierung befürwortet. Für diese Haltung gab es auch handfeste machtpolitische Beweggründe: Wegen der schwierigen wirtschaftlichen Lage und Korruptionsaffären war zu befürchten, dass die neue Regierung nicht die volle Legislaturperiode durchstehen würde (diese Einschätzung sollte sich 1995 bestätigen). Für diesen Fall wollte man auf Seiten der Nationalisten nicht zu eng an die PSOE gebunden sein.

### Verhandlungen
Die Verhandlungen der PSOE mit IU und den Nationalisten, die am 16. Juni aufgenommen wurden, waren daher zu Beginn weniger von politischen Inhalten als der Frage der Art der Zusammenarbeit (Koalition oder parlamentarische Tolerierung) geprägt.
Begleitet wurden sie von innerparteilichen Auseinandersetzungen: in der PSOE zwischen Erneuerern (renovadores) und linken Traditionalisten (guerristas, nach dem Vizegeneralsekretär Alfonso Guerra), die sich v. a. in dem Streit um den Posten des Fraktionsvorsitzenden manifestierten; in der IU zwischen Traditionalisten (oficialistas) und einer Öffnung zur PSOE gegenüber aufgeschlosseneren Erneuern (renovadores); in der CiU zwischen den Gegnern einer Koalitionsregierung mit der PSOE um den Präsidenten der Generalitat Jordi Pujol und Befürwortern um den Fraktionsvorsitzenden in Madrid Miquel Roca.
Am schwierigsten gestalteten sich die Gespräche mit der IU, bedingt durch erhebliche Differenzen in der Wirtschafts- und Europapolitik (vor allem Ablehnung der Konvergenzkriterien des Maastricht-Vertrags durch die IU). Hinzu kam, dass die IU eine Koalition unter gleichzeitiger Beteiligung der konservativen Nationalisten von CiU und PNV ablehnte. Als dann die PSOE die der IU durch den Fraktionsvorsitzenden der letzten Legislatur, des guerrista Martín Toval schriftliche Vereinbarung der Überlassung eines Postens im neu zu wählenden Präsidium des Congreso nach der Wahl des neuen Fraktionsvorsitzenden, des renovador Carlos Solchaga, brach und stattdessen einen Kandidaten der PNV unterstützte, waren die Verhandlungen endgültig gescheitert. Am 5. Juli beschloss der Parteivorstand der IU (unter Abwesenheit der renovadores, die eine Enthaltung befürworteten), dass ihre 18 Abgeordneten bei der Wahl des Ministerpräsidenten gegen González stimmen sollten.
In der CiU setzten sich am 21. Juni die Koalitionsgegner um Jordi Pujol durch, indem die Partei mit klarer Mehrheit beschloss, den Eintritt in eine von der PSOE geführte Regierung von der Übernahme ihres kompletten Wahlprogramms abhängig zu machen, eine Forderung, die für die PSOE unannehmbar war. Themen der weiteren Verhandlungen waren die Wirtschafts- und Europapolitik (wo weitgehend Einvernehmen herrschte) sowie die Autonomiepolitik und hier insbesondere die Frage der Finanzierung der Regionen, wozu die CiU eine Überlassung von 15 % des Einkommensteuervolumens an diese forderte. Ohne dass es zuvor zum Abschluss eines förmlichen Tolerierungsabkommens gekommen wäre, kündigte der Fraktionsvorsitzende Roca am 2. Juli im Rahmen der von der Verfassung vorgesehenen Konsultationsgespräche des Königs mit den Vertretern der politischen Parteien an, dass die 17 Abgeordneten der CiU für González stimmen würden. Als Begründung für dieses „Votum ohne Gegenleistung“ und ohne programmatische Übereinkunft führte die CiU die Mitverantwortlichkeit für die Stabilität und Regierbarkeit Spaniens in einer wirtschaftlich schwierigen Lage an, der Eintritt in die Regierung zu einem späteren Zeitpunkt der Legislatur wurde von den katalanischen Nationalisten nicht ausgeschlossen.
Am weitesten gediehen die Koalitionsverhandlungen der PSOE mit der PNV. Auch hier bestand grundsätzliches Einvernehmen in der Wirtschafts- und Europapolitik, Uneinigkeit aber in der Frage der Autonomiepolitik. Die PNV forderte die Überlassung von 54 nach dem baskischen Autonomiestatut von 1979 noch vom Zentralstaat auf das Baskenland zu übertragenden Kompetenzmaterien („traspasos pendientes“) an die baskische Autonome Gemeinschaft, unterstützt von einer auch mit den Stimmen der PSOE und der PP verabschiedeten Resolution des baskischen Parlaments. Auch hierzu kam es noch zu keiner Einigung, allerdings stand die Zustimmung der PNV-Abgeordneten für González deswegen nicht in Frage und die PSOE bot den baskischen Nationalisten das Industrieministerium (das für diese wegen ihres Interesses an einer Reindustrialisierung des Baskenlands besonders attraktiv war) an. Trotzdem lehnte der Parteitag der PNV am 10. Juli – einen Tag nach der Wahl González zum Ministerpräsidenten – den Eintritt in eine Koalitionsregierung wegen bislang fehlender programmatischer Übereinkunft mit großer Mehrheit ab, ohne einen solchen für einen späteren Zeitpunkt der Legislatur auszuschließen.

## Wahl des Ministerpräsidenten
Am 9. Juli 1993 wurde Felipe González mit 181 Ja-Stimmen (PSOE, CiU, PNV) bei 165 Nein-Stimmen (PP, IU, CC, UV, EA, ERC) und einer Enthaltung (PAR) im ersten Wahlgang zum vierten Mal seit 1982 zum Ministerpräsidenten gewählt. In der vorangegangenen Debatte zum Regierungsprogramm hatte González mit Blick auf CiU und PNV eine baldige Reform der Finanzierung der Regionen hin zu deren „finanzpolitischer Mitverantwortung“ und eine „gemeinsame Interpretation“ des baskischen Autonomiestatus „im Lichte der Verfassung“ angekündigt, ohne die konkreten Hauptforderungen der Nationalisten (CiU: 15 % der Einkommensteuer, PNV: 54 traspasos pendientes) explizit zu erwähnen.
Nach dem „Nein“ der PNV zur Koalition am folgenden Tage bildete die PSOE allein die Regierung. Auch im weiteren Verlauf der Legislatur kam es zu keinem Eintritt der Nationalisten in die Regierung.
| Kandidat        | Datum                                               |            |     |     |    |    | EAJ |   |   |   |   |   |   | Ergebnis |
| --------------- | --------------------------------------------------- | ---------- | --- | --- | -- | -- | --- | - | - | - | - | - | - | -------- |
| Felipe González | 9. Juli 1993 notwendig: absolute Mehrheit (176/350) | Ja         | 159 |     |    | 17 | 5   |   |   |   |   |   |   | 181/350  |
| Felipe González | 9. Juli 1993 notwendig: absolute Mehrheit (176/350) | Nein       |     | 141 | 17 |    |     | 4 |   | 1 | 1 | 1 |   | 165/350  |
| Felipe González | 9. Juli 1993 notwendig: absolute Mehrheit (176/350) | Enthaltung |     |     |    |    |     |   |   |   |   |   | 1 | 1/350    |
| Felipe González | 9. Juli 1993 notwendig: absolute Mehrheit (176/350) | Abwesend   |     |     | 1  |    |     |   | 2 |   |   |   |   | 3/350    |